# ニヒリズム
ニヒリズムあるいは虚無主義（きょむしゅぎ、英: Nihilism、独: Nihilismus）は、今生きている世界、特に過去および現在における人間の存在には意義、目的、理解できるような真理、本質的な価値などがないと主張する哲学的な立場のこと。名称はラテン語: nihil（無）に由来する。

## 概要
ニヒリズムという語は、1733年にドイツ人フリードリヒ・レブレヒト・ゲッツ (Friedrich Lebrecht Goetz)が De nonismo et nihilismo in theologia caeterisque eruditionis partibus obviot というラテン語の書で、ラテン語で用いている。文学的な意味付けであり、連続論に対置された原子論の意味だった。フリードリヒ・ニーチェは、今まで最高の価値と人々がみなし、目的としていたものが無価値となる事態のことをニヒリズムと呼んだ。
ニーチェによれば、ニヒリズムにおいて私たちが取りうる態度は大きく分けて3つある。
1. 従来の最高の価値を信じる精神力を失ったために、そうした価値が無意味に感じられるということ[1]。何も信じられない事態に絶望し、疲れきったため、その時々の状況に身を任せ、流れるように生きるという態度（弱さのニヒリズム、消極的・受動的ニヒリズム）。
2. 精神力が高揚し、従来の価値を乗り越えてゆくがために、従来の価値が無意味に感じられるということ[1]。すべてが無価値・偽り・仮象ということを前向きに考える生き方。つまり、自ら積極的に「仮象」を生み出し、新しい価値を能動的に創造していく生き方（強さのニヒリズム、積極的・能動的ニヒリズム）。
3. 絶望すること・能動的になることにもやはり価値はないと考え、弱さのニヒリズム・強さのニヒリズムを否定する。自分では何も考えずに、しかし他者からの干渉も価値がないものだと無視して生きるという、一種の『悟り』のような態度（中心・無関心的ニヒリズム）。

ニーチェは積極的ニヒリズムを肯定し、永劫回帰の思想の下、自らを創造的に展開していく、鷲の勇気と蛇の知恵を備えた「超人」としての道を切り拓くことをすすめた。
ハイデッガーによれば、ニヒリズムの温床は、現実や現世からの超越を主張する形而上学的立場だとされる。したがって「ニヒリズムの超克」という視点は、キリスト教サイドから、それ自身がニヒリズムだとされた。そのため、キリスト教ニヒリズムの克服を主張したニーチェは「ヨーロッパで最初の完全なニヒリスト」とも見なされる。「ニーチェの最も過激な門人」と評されるエルンスト・ユンガーは、現代世界は、ニヒリズムの境界を通過したと言い、ハイデッガーとニヒリズム論を交換している。
コロラド州立大学の哲学者ドナルド・A・クロスビーは、ニヒリズムを5つの類型に分類している。
1. 政治的ニヒリズム - 自由を束縛する、あらゆる権力に暴力で反抗するニヒリズム
2. 道徳的ニヒリズム - 自己と他者の関係を規定し、社会秩序の基礎とする行動規範としての道徳を否定するニヒリズム
3. 認識論的ニヒリズム - 理性の認識能力はごく限定的であり、真理や現実は一定の立場や色眼鏡抜きに掴む事は不可能であるという主張
4. 宇宙論的ニヒリズム - 宇宙に意味は無く、人間に宇宙の本質を掴む術はなし。人間が見いだした宇宙の価値と無関係に宇宙は存在するという主張
5. 実存的ニヒリズム - 人間存在は無意味であり不条理である。例え何かの意味を見付けたとしても、最終的には死というもの自体は避けられないという考え方

実存的ニヒリズムは上記のように、20世紀に入り哲学や文学で追求された現代的なニヒリズムである。ニーチェは2から5までのニヒリズムを網羅的に追求している。政治的ニヒリズムは19世紀のアナーキストが盛んに主張した論で、当時政治的ニヒリズムを信奉する過激なニヒリストは今日のテロリストと同じく社会問題となり、オスカー・ワイルドの戯曲『ヴェラ、あるいはニヒリスト』やジョゼフ・コンラッドの『密偵』など、文学のテーマともなった。

## 代表的な人物
- フリードリヒ・ニーチェ
- エルンスト・ユンガー
- エミール・シオラン
- マルティン・ハイデッガー